# Saint-Médard-en-Forez
Pour les articles homonymes, voir Saint-Médard.
Saint-Médard-en-Forez est une commune française située dans le département de la Loire, en région Auvergne-Rhône-Alpes.

## Géographie
La commune se situe dans le Forez.
|               | Chazelles-sur-Lyon    |            |
| Saint-Galmier | Saint-Médard-en-Forez | Chevrières |
| Chambœuf      |                       | Aveizieux  |

### Climat
Pour des articles plus généraux, voir Climat d'Auvergne-Rhône-Alpes et Climat de la Loire.
En 2010, le climat de la commune est de type climat des marges montargnardes, selon une étude du Centre national de la recherche scientifique s'appuyant sur une série de données couvrant la période 1971-2000. En 2020, Météo-France publie une typologie des climats de la France métropolitaine dans laquelle la commune est exposée à un climat de montagne ou de marges de montagne et est dans la région climatique Nord-est du Massif Central, caractérisée par une pluviométrie annuelle de 800 à 1 200 mm, bien répartie dans l’année.
Pour la période 1971-2000, la température annuelle moyenne est de 10,2 °C, avec une amplitude thermique annuelle de 16,6 °C. Le cumul annuel moyen de précipitations est de 779 mm, avec 9 jours de précipitations en janvier et 7 jours en juillet. Pour la période 1991-2020, la température moyenne annuelle observée sur la station météorologique de Météo-France la plus proche, « Chazelles-Lyon », sur la commune de Chazelles-sur-Lyon à 5 km à vol d'oiseau, est de 10,6 °C et le cumul annuel moyen de précipitations est de 764,0 mm,. Pour l'avenir, les paramètres climatiques de la commune estimés pour 2050 selon différents scénarios d'émission de gaz à effet de serre sont consultables sur un site dédié publié par Météo-France en novembre 2022.

## Urbanisme

### Typologie
Au 1er janvier 2024, Saint-Médard-en-Forez est catégorisée commune rurale à habitat dispersé, selon la nouvelle grille communale de densité à sept niveaux définie par l'Insee en 2022.
Elle est située hors unité urbaine. Par ailleurs la commune fait partie de l'aire d'attraction de Saint-Étienne, dont elle est une commune de la couronne,. Cette aire, qui regroupe 105 communes, est catégorisée dans les aires de 200 000 à moins de 700 000 habitants,.

### Occupation des sols
L'occupation des sols de la commune, telle qu'elle ressort de la base de données européenne d’occupation biophysique des sols Corine Land Cover (CLC), est marquée par l'importance des territoires agricoles (72,8 % en 2018), en augmentation par rapport à 1990 (70,8 %). La répartition détaillée en 2018 est la suivante : 
prairies (55,8 %), forêts (22,8 %), zones agricoles hétérogènes (17 %), zones urbanisées (4,4 %). L'évolution de l’occupation des sols de la commune et de ses infrastructures peut être observée sur les différentes représentations cartographiques du territoire : la carte de Cassini (XVIIIe siècle), la carte d'état-major (1820-1866) et les cartes ou photos aériennes de l'IGN pour la période actuelle (1950 à aujourd'hui).

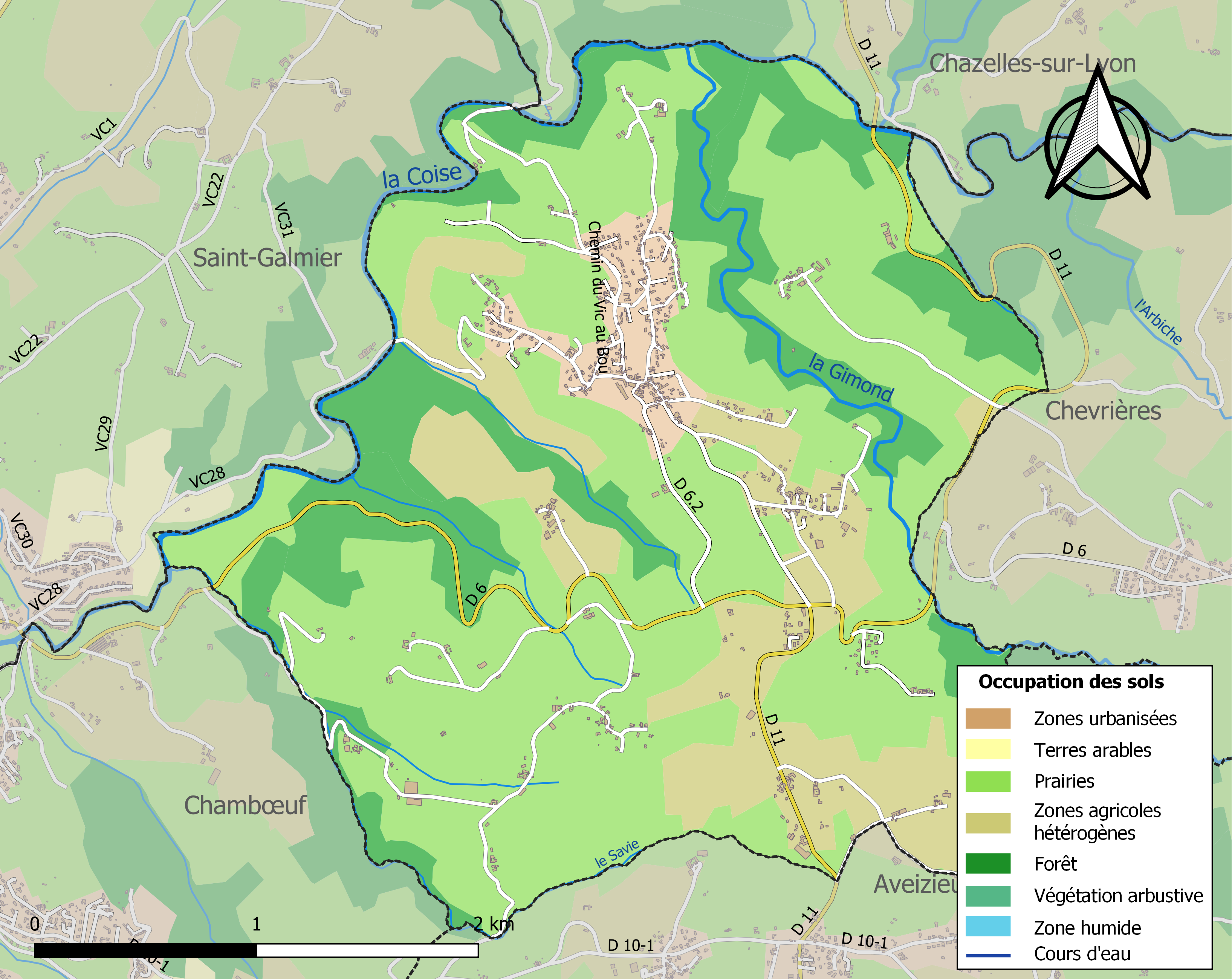
Carte des infrastructures et de l'occupation des sols de la commune en 2018 (CLC).

## Blasonnement
| Blason de Saint-Médard-en-Forez | Blason  | Écartelé : aux 1er et 4e d’argent à la croisette du champ, chacun de ses bras terminé par une goutte d’azur chargée d’un tourteau du même bordé de gueules en abîme, aux 2e et 3e de gueules au dauphin d’or, celui du 3e contourné ; à la bordure d'azur chargée de quatre têtes de crosse d'argent posées en croix et mouvant du trait de la bordure. |
| Blason de Saint-Médard-en-Forez | Détails | Le statut officiel du blason reste à déterminer. |

## Politique et administration
| Période                                  | Période  | Identité           | Étiquette | Qualité                                                        |
| ---------------------------------------- | -------- | ------------------ | --------- | -------------------------------------------------------------- |
| Les données manquantes sont à compléter. |          |                    |           |                                                                |
| avant 1988                               | 2008     | Jean-Paul Seux     | DVG       | Conseiller général du canton de Chazelles-sur-Lyon (2004-2011) |
| 2008                                     | 2018     | Évelyne Flacher    |           |                                                                |
| 2018                                     | En cours | Sébastien Deshayes |           |                                                                |

## Démographie
L'évolution du nombre d'habitants est connue à travers les recensements de la population effectués dans la commune depuis 1793. Pour les communes de moins de 10 000 habitants, une enquête de recensement portant sur toute la population est réalisée tous les cinq ans, les populations de référence des années intermédiaires étant quant à elles estimées par interpolation ou extrapolation. Pour la commune, le premier recensement exhaustif entrant dans le cadre du nouveau dispositif a été réalisé en 2004.

En 2022, la commune comptait 945 habitants, en évolution de −11,68 % par rapport à 2016 (Loire : +1,32 %, France hors Mayotte : +2,11 %).
| 1793 | 1800 | 1806 | 1821 | 1831 | 1836 | 1841 | 1846 | 1851 |
| ---- | ---- | ---- | ---- | ---- | ---- | ---- | ---- | ---- |
| 590  | 670  | 705  | 746  | 797  | 776  | 778  | 821  | 803  |

| 1856 | 1861 | 1866 | 1872 | 1876 | 1881 | 1886 | 1891 | 1896 |
| ---- | ---- | ---- | ---- | ---- | ---- | ---- | ---- | ---- |
| 772  | 762  | 789  | 772  | 759  | 760  | 787  | 752  | 703  |

| 1901 | 1906 | 1911 | 1921 | 1926 | 1931 | 1936 | 1946 | 1954 |
| ---- | ---- | ---- | ---- | ---- | ---- | ---- | ---- | ---- |
| 687  | 666  | 609  | 539  | 529  | 508  | 479  | 446  | 402  |

| 1962 | 1968 | 1975 | 1982 | 1990 | 1999 | 2004 | 2006 | 2009 |
| ---- | ---- | ---- | ---- | ---- | ---- | ---- | ---- | ---- |
| 387  | 409  | 428  | 582  | 708  | 806  | 854  | 837  | 924  |

| 2014  | 2019 | 2022 | - | - | - | - | - | - |
| ----- | ---- | ---- | - | - | - | - | - | - |
| 1 059 | 980  | 945  | - | - | - | - | - | - |

## Culture locale et patrimoine

### Lieux et monuments
- Église Saint-Médard. L'édifice a été inscrit au titre des monuments historiques en 1978[17].

### Espaces verts et fleurissement
En 2014, la commune de Saint-Médard-en-Forez bénéficie du label « ville fleurie » avec « trois fleurs » attribuées par le Conseil national des villes et villages fleuris de France au concours des villes et villages fleuris.

### Personnalités liées à la commune
- François Jacquemont (1757-1835) fut curé de la paroisse à partir de 1784. Il fut remplacé en 1803 en raison de ses positions jansénistes, mais demeura dans la commune jusqu'à la fin de sa vie. Il a été inhumé dans le petit cimetière de St Médard, sa tombe est toujours fleurie.